# Socjologia moralności
Socjologia moralności – dyscyplina socjologii zajmująca się badaniem systemów moralnych, ich funkcjonowania w społecznościach czy społeczeństwach, mechanizmów funkcjonowania moralności i zjawisk moralnych, ich genezy i wpływu na społeczeństwo.

## Opis
Moralność można rozumieć jako fakt społeczny, ponieważ:
1. oceny i normy moralne są wytworem jakiejś społeczności, społeczeństwo formułuje je i narzuca innym swoim członkom. Czyn nie jest nigdy zły sam w sobie, zależy on od reakcji społeczeństwa. Moralne jest to co społeczeństwo uznaje za moralne - ten pogląd to konwencjonalizm inaczej zwany dekretalizmem społecznym. Durkheim twierdził, że w stanowieniu ocen inicjatywę  mają jednostki które żyją gromadnie. Przeciw temu poglądowi jest wiele zarzutów, m.in.: traktowanie społeczeństwa jako bytu, uprzedmiotowienie, pozbawienie jednostki inicjatywy, niesie ze sobą relatywizm i subiektywizm, normy mogą być bardzo zmienne.
2. dotyczy przedmiotu ocen i norm moralnych, czyli są faktem ze względu na to czego dotyczą. Nasze postępowanie dotyczy innych osób z którymi znajdujemy się w grupie, z którymi mamy relacje, jesteśmy moralni bo żyjemy  wśród innych ludzi.
3. oceny i normy są faktem społecznym bo ich kształt jest zależny od warunków społecznych,  mają charakter ewolucyjny.
4. każda ocena i norma społeczna ma swoje uzasadnienie. Moralność to jest to co jest zgodne z interesem społecznym - utylitaryzm społeczny.

### Wpływ środowiska fizycznego
Pośredni wpływ klimatu na rozwój moralności – poprzez pewnego typu gospodarkę, sposób produkcji oraz bezpośredni wpływ klimatu. W zależności od zamieszkałych terenów Europejczycy z zimnych krajów są odważni, ale mało twórczy, a Azjaci – twórczy, ale mało odważni, Grecy znajdują się „w środku” i mają dodatnie cechy i jednych, i drugich. Według Ibn Chalduna istnieje siedem typów klimatu – różnice w charakterze ludów zamieszkujących kraje z gorącym klimatem i z zimnym klimatem tylko w klimacie umiarkowanym mogła się utworzyć cywilizacja. Natomiast Monteskiusz mówił o tym że „rozmaite potrzeby stworzyły w rozmaitych klimatach rozmaite sposoby życia, te zaś stworzyły rozmaite rodzaje praw” a klimat ma wpływ na postawy ludzkie, hierarchie wartości, system zakazów i nakazów – „władza klimatu jest pierwszą ze wszystkich władz”, np. w zimnych klimatach ludzie są bardziej krzepcy i pewni siebie, w klimacie gorącym – leniwi, bierni, lękliwi,  klimatach południowych duża pobudliwość erotyczna czyni z erotyki sprawę centralną. Według E. Huntingtona dużą rolę odgrywa klimat, który oddziałuje na ludzi poprzez glebę, roślinność, zwierzęta, dietę, sposób mieszkania i ubrania, choroby i mniejszą lub większą gotowość do pracy. Hierarchia religii – animizm (w dżunglach i puszczach) na samym dole, monoteizm (na pastwiskach i pustyniach) na szczycie, protestantyzm – najwyższa forma religii. Marcel Mauss mówił o zmieniających się obyczajach wraz ze zmianami pór roku – inna organizacja życia Eskimosów w lecie, inna w zimie.

### Czynniki biologiczne
Płeć
- Wpływ odmiennej konstytucji biologicznej i psychologicznej mężczyzn i kobiet na postawy czy zachowania – trudny do zweryfikowania, gdyż nie wiemy, kiedy mamy do czynienia z wpływem czynnika biologicznego, a kiedy z udziałem czynnika kulturowego (np. nacisk wzorów panujących w danym środowisku)
- Nie jest obojętne, kto formułuje dyrektywy moralne – kobieta czy mężczyzna – odmienne traktowanie kobiety w różnych kodeksach praw, które tworzone były przez mężczyzn i z myślą o mężczyznach
- Te same czyny mogą być oceniane rozmaicie w zależności od tego

1. czy sprawcami są mężczyźni czy kobiety – np. pijaństwo, czystość przedmałżeńska, wierność w małżeństwie
2. czy oceniającymi są mężczyźni czy kobiety
3. czy obiektem czynu jest mężczyzna czy kobieta

### Czynniki demograficzne
Gęstość zaludnienia
- Monteskiusz, O duchu praw: „Trzeba pewnych praw w narodzie, gdzie ludzie stykają się ze sobą, trzeba znowuż innych u ludu, gdzie niewiele się ze sobą obcuje”
- Tam, gdzie jest wysoka gęstość zaludnienia potrzeba norm uchylających tarcia
- Zależność między wielkością grupy a oddziaływaniem sankcji opinii publicznej

Przyrost ludności
- Tam, gdzie rodzi się dużo ludzi, tam życie ludzkie jest tanie
- Związek dużego przyrostu naturalnego z nędzą
- Claude Lévi-Strauss: dehumanizacja stosunków międzyludzkich w przeludnionych Indiach – patrzenie na drugiego człowieka nie po to, by nawiązać z nim kontakt, ale by coś wyłudzić
- Przyzwolenie na homoseksualizm w Japonii (małe terytorium o dużym przyroście naturalnym)

Wiek
- Arystoteles, Retoryka: odmienne cechy charakteru, postawy i wartości cenione przez młodych i starych
- Jean Piaget: moralność wytworzona przez grupy młodocianych rówieśników (moralność dobra – wzajemny szacunek i współdziałanie) jest inna niż moralność, która się wytwarza pod presją starszych (moralność jednostronnego szacunku i obowiązku)
- Te same czyny bywają oceniane inaczej, gdy są popełnione przez dorosłych i młodocianych – prawo karne, cechy cenione u dorosłych, a nie wymagane od dzieci i na odwrót (np. odpowiedzialność, posłuszeństwo)
- Te same czyny bywają oceniane inaczej, gdy odnoszą się do ludzi w różnym wieku (np. prawdomówność: mówienie nieprawdy dorosłym jest uznawane za naganne, mówienie nieprawdy dzieciom – niekoniecznie)

Proporcja płci
- Związek z normami dot. poligamii lub monogamii – nie w pełni potwierdzony

Mobilność przestrzenna
- Talcott Parsons: wpływ mobilności na wielkość i strukturę rodziny, wartość rodziny oraz na normy dotyczące relacji wewnątrzrodzinnych
- Alexander Gerschenkron, ekonomista z Harvardu: w społeczeństwach o dużej mobilności ocenia się jednostkę nie za całość biografii, ale za to, co w danej chwili przedstawia
- Specyficzny ethos nomadów
- E. Huntington: w grupach koczujących panuje równość (trudno o utworzenie stratyfikacji społecznej), gościnność jest jedną z najważniejszych wartości
- Normy dozwalające na zabijanie starców, kalek, chorych i aprobujące przerywanie ciąży

### Czynniki ekonomiczne
- Podział ziemi na dwie strefy – uprawną i dziką – i jego odzwierciedlenie w dualistycznej wizji świata (pole walki Dobra ze Złem), np. w starożytnym Iranie
- Uzależnienie pozycji kobiety w społeczeństwie od typu gospodarki – nie całkowicie potwierdzone

Rola ilości dóbr (standardu życiowego)
- Oscar Lewis, Rodzina Sancheza – badanie nad proletariackimi rodzinami Meksyku – subkultura robotników niewykwalifikowanych żyjących na marginesie wielkiego miasta

Rola jakości dóbr
- Żądza kumulowania mienia może się rozwijać tylko tam, gdzie dobra się nie psują
- Norma gościnności w społeczeństwach, gdzie nie da się gromadzić

Rola rozdziału dóbr
- Wpływ typu własności prywatnej, społecznej, państwowej

Doniosłość podziału pracy dla kształtowania stosunków międzyludzkich
- Bernard de Mandeville, Bajka o pszczołach: podział pracy, uzależniając ludzi wzajem od siebie, stał się ważnym, pozytywnym czynnikiem dla rozwoju obyczajów
- etyka zawodowa:

1. Émile Durkheim: istnieje tyle moralności, ile zawodów i niektóre z tych moralności głoszą sprzeczne dyrektywy, np. posłuszeństwo jako obowiązek żołnierza czy zakonnika, a rzecz niewskazana dla uczonego czy artysty
2. Maria Ossowska, Podstawy nauki o moralności

Zróżnicowania społeczne wpływające na zróżnicowanie ethosu
- Kryteria, według których w jednym i tym samym społeczeństwie kształtują się grupy odróżniające się od innych swoim ethosem

Rola czynnika klasowego
- Czynnik klasowy ujawnia się w:

1. Treści reguł moralnych, formułowanych z myślą o obronie interesów ekonomicznych klasy, która je głosi
2. Treść reguł moralnych zmienia się w zależności od przynależności klasowej adresatów

## Style moralności
- Moralność warstw arystokratycznych – tradycje rycerskie

1. Max Weber: ethos grup charakteryzowanych przez status, mających „swój honor”: żyją przeszłością (w odróżnieniu od klas uciskanych, które żyją przyszłością), pogardzają pracą fizyczną, określają się przede wszystkim poprzez stosunek do konsumpcji (podczas gdy klasy charakteryzowane ekonomicznie cechuje stosunek do produkcji)
2. Eugène Dupréel, Traite de morale: „cnoty honoru” jako cnoty charakteryzujące pewną mniejszość przekonaną o swej wyższości w stosunku do jakiejś większości – mniejszość tego rodzaju czuje się zagrożona zarówno wtedy, gdy ci, których stawia niżej jej nienawidzą, jak i wtedy gdy ją admirują i usiłują przekroczyć barierę, która ich od niej dzieli – w pierwszym przypadku trzeba usprawiedliwić swoje poczucie wyższości przez jakieś noblesse oblige, przez stawiane sobie wymagania, przez cnoty trudne, mogące znaleźć uznanie także u niżej stojących. Te same cnoty, trudne do nabycia, stanowią w drugim wypadku zaporę przed infiltracją z dołu

- Moralność drobnomieszczaństwa
- Moralność wielkiego mieszczaństwa
- Ethos robotniczy – zróżnicowany ze względu na to, że klasa robotnicza jest niejednolita:

1. Joseph A. Kahl, The American Class Structure:  robotnicy dzielą się na wykwalifikowanych, na wpół wykwalifikowanych i tych, którzy nic nie umieją i nie mają stałej pracy

- Ethos chłopski – ziemia jako wartość, przekonanie, że uprawa roli jest czymś lepszym od handlu, że ciężki trud z nią związany i cnoty doń niezbędne są szczególnie cenne, ze umiar i trzeźwość są chwalebne, uważanie się przez chłopa za uczciwszego, pracowitszego od mieszkańców miasta i przewyższającego ich moralność seksualną – ethos budowany w oparciu o przeciwstawianie się życiu miejskiemu
- Rola podziału pracy

1. Odrębne rysy moralne przypisywane np. sferom urzędniczym, cyganerii, itp

- Rola grup etnicznych wtopionych w społeczeństwo

1. np. Cyganie, którzy budują swój kodeks moralny na przeciwstawieniu swoich i obcych (np. obcych można okraść)

- Hipotezy dot. dynamiki, jaka panuje w dziedzinie moralności w złożonych społeczeństwach:

1. Klasy idące do ataku, w okresie walki o władzę, głoszą i nieraz uprawiają faktycznie, ascezę, którą zwykle porzucają, gdy stabilizują się przy władzy
2. Klasa zwycięska narzuca swoje wzory klasom pokonanym
3. Klasa zwycięska przejmuje wzory tych, co w pokonanym ustroju zajmowali miejsce najwyższe
4. Klasy stojące niżej naśladują tych, którzy znajdują się bezpośrednio nad nimi

Ustrój polityczny
- Arystoteles, Polityka – charakterystyka efektu, jaki mają rządy tyrana na obywateli: cel tyranii- tępienie ludzi dostojnych i niezależnych, opieranie się na małodusznych, szerzenie wzajemnej nieufności i poczucia bezsilności
- Moralności w warunkach terroru – np. podczas okupacji hitlerowskiej: donosiciele i bohaterowie
- Ciągły konflikt posłuszeństwa i godności tam, gdzie panuje ucisk
- Tam, gdzie wgląd państwa w życie obywateli jest bardzo znaczny, system premiowania jednych i usuwania innych może mieć daleko idące efekty – np. tam, gdzie premiuje się uległość, a nie zasługi można doprowadzić do tego, że bycie zwykłym porządnym człowiekiem zaczyna wymagać heroizmu
- Typy ustrojów i rodzaje moralności im odpowiadające:

1. Monarchia – jednowładztwo liczące się z prawami: gra na ludzkim honorze, który żąda wyróżnień i odznaczeń, w moralności ludzi, na których monarchia się wspiera kładzie nacisk na to, co wyróżnia ludzi od innych obywateli, a nie na to, co z nimi łączy; podkreśla się wielkość, niezwykłość, piękno czynów; nie wchodzą tu w grę cnoty obywatelskie, gdyż one służą innym, a tutaj myśli się o sobie samym – zdegenerowana moralność dworaków
2. Rząd despotyczny – jednowładztwo nie liczące się z prawami: wszyscy są niewolnikami i nie można się wywyższać, gdyż despota nie cierpi honoru, opiera się na lęku i zmierza do tego, by uczynić człowieka złym obywatelem, bo tylko ktoś taki może być dobrym niewolnikiem – moralność upadlająca ludzi
3. Republika – forma rządu, gdzie mogą rozwinąć cnoty obywatelskie, gdyż w tym ustroju budzi się miłość do własnego kraju i poszanowanie równości

Reguły moralne a role społeczne
- Role społeczne charakteryzują się pewnymi oczekiwaniami, narzucającymi pewne obowiązki temu, kto daną role odgrywa:

1. Role trwające całe życie – np. rola kobiety / mężczyzny
2. Role trwające dłuższy okres – np. rola nauczyciela, matki, żony
3. Role trwające przez krótki czas, często jednorazowe – np. rola gospodarza przyjęcia, solenizanta, jubilata

Wpływ zasobu wiadomości
- Wpływ przekonań dotyczących związków przyczynowo skutkowych na treść ocen i norm

1. np. brak wiedzy o biologicznym ojcostwie u niektórych prymitywnych plemion powodował traktowanie narodzin bliźniąt jako dowodu zdrady małżeńskiej (dwójka dzieci = dwóch ojców)

Reguły moralne w zależności od tego, kim są osoby zaangażowane w danym stosunku społecznym i jaki on ma charakter
- Wpływ miejsca, jakie zajmuje w hierarchii społecznej jedna z osób zaangażowanych w dany stosunek społeczny na ocenę danego czynu jako moralnego lub niemoralnego

1. Krew królewska nie plami” – usprawiedliwienie nieślubnych związków i nieślubnych dzieci zrodzonych z miłostek króla Francji z mieszczankami
2. Reguła zabraniająca ponownego małżeństwa wdowie po królu Anglii
3. Adam Mickiewicz, Pan Tadeusz: „grzeczność wszystkim należy, lecz każdemu inna (…) / trzeba się długo uczyć, ażeby nie zbłądzić / I każdemu powinną uczciwość wyrządzić.”

- Wpływ tego, czy mamy do czynienia ze stosunkiem osobistym czy nieosobistym, przyjaznym czy wrogim na ocenę danego czynu jako moralnego lub niemoralnego

1. Arystoteles, Etyka nikomachejska: „nie to samo jest sprawiedliwe w stosunku do przyjaciela i do obcego, i do kolegi, i do przygodnego towarzysza drogi”

Warianty osobowościowe w moralności
- Badania J. Rettig i Beniamina Pasamanicka: ocena 50 czynów przez 489 studentów amerykańskich i 513 studentów koreańskich – większa różnica poglądów w ramach grup etnicznych niż między nimi wskazuje na to, że istotny wpływ na poglądy etyczne mają jakieś czynniki osobowościowe

Rola indywiduów w kształtowaniu opinii moralnych
- Wpływ pewnych poczytnych pisarzy na kształtowanie opinii moralnych, np. Dickensa
- Wpływ pewnych charyzmatycznych przywódców, np. M. L. Kinga, Gandhiego

Wpływ dziejów danego społeczeństwa na jego moralne opinie
- Norma wzajemnej pomocy sąsiedzkiej w krajach, gdzie w okresach pionierstwa taka pomoc była niezbędna do przetrwania, np. w USA czy Australii
- Podwójna moralność Cyganów polskich, inna dla swoich, inna dla obcych – ukształtowana w wyniku całkowitego ich wyobcowania z ludności miejscowej
- Szczególne silne potępienie dla donosicielstwa w Polsce jako wynik długotrwałego podlegania obcym rządom

Moralność jako czynnik warunkujący

Czasem między moralnością a innymi czynnikami, zwłaszcza kulturowymi, tworzą się oddziaływania wzajemne i trudno określić, co jest zmienną zależną, a co niezależną (Ranulf: spór o to, czy jajko wcześniejsze od kury czy kura od jajka).
- Zależności między moralnością a życiem ekonomicznym

1. Max Weber: świadomość określa byt – etos purytański przyczynił się do rozwoju kapitalizmu
2. Marks: byt określa świadomość – etos purytański jest wytworem kapitalizmu jako pewnej formy życia ekonomicznego
3. Przypisywanie etyce purytańskiej wielkiej dynamiki dodatkowo dzięki temu, że stwarzała ona tzw. kulturę winy w odróżnieniu od tzw. kultury wstydu (R. Benedict, Chryzantema i miecz):
4. Margaret Singer: krytyka rozróżnienia kultury winy i kultury wstydu, badań, na podstawie których zalicza się pewne kultury do kultur wstydu, a inne do kultur winy oraz efektów dla rozwoju technicznego, które przypisuje poczuciu winy
5. Krytyka uznawania większości kultur prymitywnych za kultury wstydu: w społeczeństwach prymitywnych każde niepowodzenie interpretowane jest jako kara za winę, np. susza, nieudane polowanie, choroba, śmierć; wina spływa nieraz na całą grupę
6. Bernard de Mandeville: Nie cnoty, ale wady człowieka przyczyniają się do rozkwitu społeczeństw. Wcale nie przestawanie na małym, zalecane przez moralistów, ale wyszukiwanie coraz to nowszych potrzeb i aspiracje do luksusu podniecają wytwórczość i dają ludziom pracę. Zadowolenie z tego, co się posiada, jest wrogiem wysiłku. Coraz to nowe wymagania oraz pycha podtrzymują wysiłek. Porównując społeczeństwo do ula autor głosi, że: „Głupców to jest rzecz usiłować, aby ul wielki wysanować” i „Tam gdzie mocarstwowe dążenia, tam grzech konieczny bez wątpienia”. Ta cywilizacyjna rola zła zakłada pewien ustrój społeczny, w którym kaprysy bogatych mają dostarczyć pracy rzeszom ubogich.

Moralność i sztuka

Ścisła zależność między moralnością i sztuką:
- Przypisywanie sztuce właściwości demoralizujących, obawa przed niebezpieczeństwami, jakie sztuka stwarza dla moralności
- Posługiwanie się sztuką jako środkiem oddziaływania na moralność

Moralność i prawo
Moralność jest niewątpliwie w większym stopniu czynnikiem wpływającym na prawo niż czynnikiem uwarunkowanym przez prawo:
- Jerzy Wróblewski, Oceny i normy moralne w wykładni prawa:

1. Bezpośrednie odwoływanie się do „zasad współżycia”, „zasad słuszności”, „ważnych powodów”
2. Wpływ ocen moralnych na tworzenie prawa
3. Oceny moralne w procesie stosowania prawa, np. powoływanie się na tzw. okoliczności łagodzące

Wpływy wychowawcze i trwałe skutki moralne prawa również są nie do zaprzeczenia:
- Ustawy nierealne, zmuszające człowieka do ich przekraczania, skutecznie oduczają szacunku dla prawa
- Ustawy bardzo surowe zaczynają wywoływać niepożądane skutki w postaci sympatyzowania z przestępcą